# Miles Merchantman
Die Miles Merchantman war ein viermotoriges Passagier- beziehungsweise Frachtflugzeug des britischen Herstellers Miles Aircraft.

## Entwicklung und Konstruktion
Die Miles M.71 Merchantman sollte die größere Nachfolgerin der erfolgreichen Aerovan werden und auf einer ähnlichen Fertigungsstraße gebaut werden. Miles wollte damit einen einfachen und robusten Hochdecker mit leicht zugänglicher und konfigurierbarer Fracht- und Passagiersektion anbieten. Dies wurde wie bei der Aerovan durch die Montage des Leitwerks an einem Ausleger erreicht, was den Zugang zum Heck des Flugzeugs vereinfachte. Um größere Lasten tragen zu können, wurde die Merchantman größer dimensioniert als ihre Vorgängerin. Die Spannweite wurde um den Faktor 1,33, das Gesamtgewicht um den Faktor 2,2 und die Antriebsleistung um den Faktor 3,2 erhöht.
Anders als die Aerovan sollte das Flugwerk der Merchantman zum größten Teil aus Metall bestehen. Der als einziges Exemplar gebaute Prototyp war jedoch mit einem Leitwerk aus Holz versehen, um die Bauzeit zu verkürzen. Die Tragflächen waren hinter dem hinteren Holm mit Stoff bespannt und mit den für Miles typischen, unter den Flügeln aufgehängten Klappen ausgerüstet. Die Querruder waren in gleicher Weise montiert. Der Vorteil dieser Konstruktion lag darin, dass die Querruder ebenfalls als Landeklappen dienen konnten. Des Weiteren erzeugten die Querruder so weniger Luftwiderstand als konventionelle Konstruktionen. Der Gesamteffekt ähnelte damit den „Zweitflügeln“ der Junkers Ju 52. Die zusätzliche Leistung für den Merchantman kam von den vier Kolbenmotoren vom Typ de Havilland Gipsy Queen mit einer Nennleistung von je 250 PS (184 kW). Diese waren in langen Triebwerksgondeln unter den Tragflächen montiert. Die Treibstofftanks befanden sich dahinter hinter einem Brandschott.
Die Merchantman verfügte über einen ähnlichen Ausleger wie die Aerovan, der praktisch gerade zum Seitenleitwerk verlief, an dem die spitz zulaufenden Höhenleitwerke mit Trimmrudern angebracht waren. Das Heckleitwerk bestand neben dem Höhenleitwerk aus einem zentral angebrachten Teil mit dem Seitenruder und zwei beweglichen Endplatten, die als Trimmruder dienten. Diese Endplatten hatten die für Flugzeuge von Miles typische Form – oben symmetrisch und elliptisch und unten abgeflacht. Im Gegensatz zur Aerovan, deren zentrales Leitwerk nur über dem Höhenleitwerk eine elliptische Form aufwies, wurde die Form bei der Merchantman auch unter dem Ausleger weitergeführt. Dies wurde jedoch kurz nach den ersten Flugtests wieder geändert und der untere Teil des Seitenleitwerks wurde durch eine Rückenflosse ersetzt.
Durch den eckigen Rumpf mit geraden Seiten musste das Heck einen breiten Unterboden kompensieren. Andererseits entstand dadurch ein großer Innenraum, der problemlos über die Hecktüren mit integrierter Rampe zugänglich war. Dieser Raum hatte ein Volumen von 780 ft³ (22,1 m³) und das Flugzeug konnte Lasten bis zu 5.000 lb (2.268 kg) transportieren. In der Konfiguration als Passagierflugzeug konnte der Innenraum zwanzig Sitze in fünf Viererreihen aufnehmen. Es gibt jedoch keine Aufzeichnungen darüber, ob in der Maschine je Sitze installiert wurden.
Das Flugzeug war mit einem starren Bugradfahrwerk ausgerüstet, dessen Hauptfahrwerk aus kurzen Fahrwerksbeinen mit kleinen Doppelrädern bestand, die direkt unter dem Rumpf montiert waren. Dadurch konnte die Ladefläche nah am Boden gehalten werden. Die Rumpfunterkante lag lediglich 2 ft (0,6 m) über dem Boden. Das Bugrad war wie bei der Aerovan über die Seitenrudersteuerung steuerbar.
Die Merchantman absolvierte ihren Jungfernflug Mitte August 1947 und wurde im darauffolgenden Monat bei der Luftfahrtausstellung der Society of British Aerospace Companies in Radlett bereits mit dem neuen Heck vorgestellt. Der Prototyp mit dem Luftfahrzeugkennzeichen G-AILF blieb das einzige Exemplar und wurde mindestens bis zum November 1947 geflogen. Miles Aircraft stellte die Geschäftstätigkeit 1947 ein und wurde an Handley Page verkauft. Die Merchantman wurde 1948 verschrottet.

## Technische Daten
| Kenngröße             | Daten                                                   |
| --------------------- | ------------------------------------------------------- |
| Besatzung             | 1                                                       |
| Passagiere            | 20 Passagier in der Konfiguration als Passagierflugzeug |
| Länge                 | 42,75 ft (13,03 m)                                      |
| Spannweite            | 66,5 ft (20,27 m)                                       |
| Höhe                  | 14 ft (4,27 m)                                          |
| Flügelfläche          | 600 ft² (55,74 m²)                                      |
| Flügelstreckung       | 7,4                                                     |
| max. Startmasse       | 13.000 lb (5.897 kg)                                    |
| Reisegeschwindigkeit  | 143 mph (230 km/h)                                      |
| Höchstgeschwindigkeit | 163 mph (262 km/h)                                      |
| Dienstgipfelhöhe      | 16.000 ft (4.877 m)                                     |
| Reichweite            | 750 NM (1.389 km)                                       |
| Triebwerke            | 4 × de Havilland Gipsy Queen 30 mit je 250 PS (184 kW)  |